# Kanadische Militärfahrzeuge des Zweiten Weltkrieges
Dieser Artikel listet die Militärfahrzeuge auf, die von Kanada im Zweiten Weltkrieg eingesetzt wurden.

## Kampfpanzer
| Kurzbezeichnung | Bezeichnung            | Ladung/Besatzung | Baujahre  | Stückzahl gebaut | Bemerkung                                                            |
| --------------- | ---------------------- | ---------------- | --------- | ---------------- | -------------------------------------------------------------------- |
| Ram             | Cruiser Tank Ram       | 5 Mann           | 1941–1943 | 2032             | kanadische Entwicklung aus dem Medium Tank M3 mit Hauptwaffe im Turm |
| Grizzly         | Cruiser tank Grizzly I | 5 Mann           | 1943–1945 | 188              | kanadische Modifikation des M4A1 Sherman                             |

## Panzer-Haubitzen und -Kanonen und Selbstfahrlafetten
| Kurzbezeichnung | Bezeichnung               | Ladung/Besatzung | Baujahre  | Stückzahl gebaut | Bemerkung |
| --------------- | ------------------------- | ---------------- | --------- | ---------------- | --------- |
| Sexton          | 25pdr SP, tracked, Sexton | 6 Mann           | 1943–1945 | 2150             |           |

## Fahrzeuge in Lizenz
| Kurzbezeichnung  | Bezeichnung | Ladung/Besatzung | Baujahre  | Stückzahl gebaut | Bemerkung                            |
| ---------------- | ----------- | ---------------- | --------- | ---------------- | ------------------------------------ |
| Fox Armoured Car | Fox I       | 4                | 1943–1945 | 1506             | Kopie des Humber Armoured Car Mk III |
| Lynx Scout Car   | Ford Lynx   | 2                | 1943–1945 | 3255             | Kopie des Daimler Dingo              |

## Gepanzerte Truppentransporter
| Kurzbezeichnung | Bezeichnung        | Ladung/Besatzung  | Baujahre  | Stückzahl gebaut | Bemerkung                                     |
| --------------- | ------------------ | ----------------- | --------- | ---------------- | --------------------------------------------- |
|                 | Windsor            |                   |           |                  |                                               |
| Kangaroo        | Ram Kangaroo       | 2 + 8 bis 10 Mann | 1944–1945 | ca. 500          | systematischer Umbau                          |
| Kangaroo        | M7 Priest Kangaroo | 2 + 8 bis 10 Mann | 1944      | > 72             | Truppenimprovisationen – nicht alle baugleich |

## Motorräder
| Kurzbezeichnung | Bezeichnung                     | Geschwindigkeit | Baujahre | Stückzahl gebaut | Bemerkung |
| --------------- | ------------------------------- | --------------- | -------- | ---------------- | --------- |
| WLC             | Harley Davidson WLC „Liberator“ | 2               |          | 20.000           |           |